# Hans-Robert Wille
Hans-Robert Wille ist ein deutscher Schauspieler, Theaterregisseur, Dialogregisseur, Hörspiel- und Synchronsprecher.

## Leben
Wille begann seine künstlerische Laufbahn am Landestheater Gotha. Es folgten ein Engagement an die Städtischen Bühnen Leipzig, wo er unter anderem 1955 den „Daniel“ in Friedrich Hebbels Judith verkörperte. Neben der Bühnentätigkeit arbeitete er auch beim Leipziger Rundfunk und inszenierte als Regisseur Programme der Leipziger Pfeffermühle.
In Film- und Fernsehproduktionen war Wille ein seltener Gast. Zu seinen wenigen Produktionen zählen Kurt Jung-Alsens Wer seine Frau lieb hat, Richard Groschopps Ware für Katalonien und Kurt Maetzigs Ernst Thälmann – Führer seiner Klasse. Hingegen war Wille umfangreich im Bereich der Filmsynchronisation tätig. Er lieh seine Stimme unter anderem Gabriele Ferzetti in Die Nacht von Ferrara, David Lodge in Mach’ weiter, Dick!, Jean Marais in Sieben Männer und ein Luder und David Warner im Fernseh-Mehrteiler Marco Polo. Als Synchronregisseur war er im Auftrag der DEFA unter anderem für die deutschen Fassungen mehrerer dänischer Kriminalkomödie um die Olsenbande verantwortlich.

## Filmografie (Auswahl)
- 1955: Wer seine Frau lieb hat …
- 1955: Ernst Thälmann – Führer seiner Klasse
- 1959: Ware für Katalonien
- 1964: Alaskafüchse
- 1966: Zeugen (Fernsehspiel)
- 1968: Die Wolkenstürmer
- 1970: Die Prinzessin auf der Erbse

## Theater
- 1955: Jerzy Jurandot: Solche Zeiten (Czyzyk) – Regie: Friedrich Ludwig (Städtische Theater Leipzig)
- 1959: George Bernard Shaw: Die Häuser des Herrn Sartorius – Regie: Johannes Curth (Städtische Theater Leipzig)
- 1959: Friedrich Schiller: Don Carlos – Regie: Karl Kayser (Städtische Theater Leipzig)
- 1959: Hans José Rehfisch/Wilhelm Herzog: Die Affäre Dreyfus – Regie: Erich-Alexander Winds (Städtische Theater Leipzig)
- 1960: Johann Wolfgang von Goethe: Egmont – Regie: Karl Kayser (Städtische Theater Leipzig)
- 1962: George Bernard Shaw: Der Teufelsschüler – Regie: Hans Michael Richter (Städtische Theater Leipzig)
- 1962: Friedrich Schiller: Die Räuber – Regie: Karl Kayser (Städtische Theater Leipzig)
- 1964: Kurt Tucholsky: Schloß Gripsholm – Regie: Hans Michael Richter (Städtische Theater Leipzig)
- 1966: Hedda Zinner: Der Teudelskreis – Regie: Horst Smiszek (Städtische Theater Leipzig)
- 1967: Bertolt Brecht: Die Tage der Commune – Regie: Horst Smiszek (Städtische Theater Leipzig)
- 1968: Rainer Kerndl: Die seltsame Reise des Alois Fingerlein – Regie: Horst Smiszek (Städtische Theater Leipzig)
- 1972: Rolf Schneider: Einzug ins Schloss – Regie: Peter Röll (Städtische Theater Leipzig)

## Synchronisation
- 1971 (1989):  Bill Maynard als Guy Fawkes in Heinrichs Bettgeschichten oder Wie der Knoblauch nach England kam
- 1974 (1975): David Lodge als Bullock in Mach’ weiter, Dick!
- 1977: Die Olsenbande schlägt wieder zu (Dialogregie)
- 1979: Die Olsenbande ergibt sich nie (Dialogregie)
- 1981: Die Olsenbande fliegt über die Planke (Dialogregie)
- 1981: Die Olsenbande fliegt über alle Berge (Dialogregie)

## Hörspiele
- 1950: Friedrich Schiller: Wilhelm Tell – Regie: Carl Nagel (Hörspiel – MIRAG)
- 1950: Günther Rücker: Die schwarzen Wälder (Sprecher) – Regie: Carl Nagel (Hörspiel – MIRAG)
- 1951: Johann Wolfgang von Goethe: Die Mitschuldigen (Sprecher der Einführung) – Regie: Hans-Peter Schmiedel (Hörspiel – MIRAG)
- 1951: Walter Karl Schweickert: Der unsichtbare Boss – Regie: Martin Flörchinger (Hörspiel – MIRAG)
- 1959: Gerhart Hartmann: Sturm über Queen Maud-Land – Regie: Günter Bormann (Kinderhörspiel – Rundfunk der DDR)
- 1959: Gerd Focke: Karl Brinkmann (Richard Gerber) – Regie: Günter Bormann (Kriminalhörspiel/Kurzhörspiel – Rundfunk der DDR)
- 1967: Volksmärchen:  Kurundi, die Schildkröte und ihre Abenteuer – Regie: Walter Niklaus (Kinderhörspiel – Rundfunk der DDR)
- 1967: Franz Carl Weiskopf: Puten und Tränen (Reporter) – Regie: Wolfgang Brunecker (Hörspiel – Rundfunk der DDR)
- 1968: Pjotr Werschigora: Im Gespensterwald (Trofim) – Regie: Walter Niklaus (Hörspiel, 2. Teil – Rundfunk der DDR)
- 1969: Rudolf H. Daumann: Der Mann mit der Machete (Kururu) – Regie: Walter Niklaus (Kinderhörspiel, 2 Teile – Rundfunk der DDR)
- 1969: Hans Christian Andersen: Der Schweinehirt (Lord Mixed Pickles of Plumpudding) – Regie: Günter Bormann (Kinderhörspiel – Rundfunk der DDR)
- 1970:  Siegfried Dietrich: Beim Tod zu Gast (dicker Leutnant) – Regie: Klaus Zippel (Kinderhörspiel, 2 Teile – Rundfunk der DDR)
- 1970: Hans-Ulrich Lüdemann: Prozeß ohne Urteil – Regie: Helmut Hellstorff (Hörspiel – Rundfunk der DDR)
- 1971: Hans Siebe: Bahnschranke Kienbusch (Heinz Biernack) – Regie: Walter Niklaus (Kriminalhörspiel – Rundfunk der DDR)
- 1971: Hans Kubisch: Kampf mit Omega Vier (Roboterstimme) – Regie: Klaus Zippel (Kinderhörspiel / Science-Fiction-Hörspiel – Rundfunk der DDR)
- 1972: Heinrich Böll: Die Spurlosen (Toni) – Regie: Peter Groeger (Hörspiel – Rundfunk der DDR)
- 1972: Joachim Nowotny: Kuglers Birken – Regie: Walter Niklaus (Hörspiel – Rundfunk der DDR)
- 1973: Wilhelm Raabe: Die Gänse von Bützow (Wirt) – Regie: Walter Niklaus (Hörspiel – Rundfunk der DDR)
- 1973: Gisela Karau: Janek und Robert (Kuntz) – Regie: Günter Bormann (Kinderhörspiel – Rundfunk der DDR)
- 1974: Rainer Lindow: Mögen Sie Stiefmütterchen (Kollege) – Regie: Barbara Plensat (Hörspiel – Rundfunk der DDR)
- 1974: Ngũgĩ wa Thiong’o: Morgen um diese Zeit (Fremder) – Regie: Peter Groeger (Hörspiel – Rundfunk der DDR)
- 1975: Gerd Bieker: Spendierhosen (VP Rockstroh) – Regie: Günter Bormann (Kinderhörspiel – Rundfunk der DDR)
- 1975: Jochen Hauser: Ein teures Erbe (Robert) – Regie: Walter Niklaus (Hörspiel – Rundfunk der DDR)
- 1976: Helmut Richter: Alfons Köhler (Gröber) – Regie: Walter Niklaus (Hörspiel – Rundfunk der DDR)
- 1976: Jerzy Putrament: Eine Perle zuviel (Justyns Freund) – Regie: Walter Niklaus (Hörspiel – Rundfunk der DDR)
- 1977: Manfred Thiele: Joseph Weydemeyer (Hunter) – Regie: Walter Niklaus (Hörspiel – Rundfunk der DDR)
- 1977: Hans Siebe: Wildwechsel (Richter) – Regie: Walter Niklaus (Kriminalhörspiel – Rundfunk der DDR)
- 1978: Fred Ufer: Gespenster morden nicht (Merckermann) – Regie: Klaus Zippel (Kriminalhörspiel/Kurzhörspiel – Rundfunk der DDR)
- 1978: Karlheinz Klimt: Paracelsus (Schöppner) – Regie: Peter Lange (Hörspiel – Rundfunk der DDR)
- 1979: Gotthold Ephraim Lessing: Minna von Barnhelm (Just) – Regie: Walter Niklaus (Hörspiel – Rundfunk der DDR)
- 1985: Jon Blair/Normen Fenton: Biko (Tucker) – Regie: Peter Groeger (Hörspiel, 2. Teil – Rundfunk der DDR)